# Mercury Cougar XR-7 (1977–1979)
Der Mercury Cougar XR-7 der Baujahre 1977 bis 1979 war ein Personal Luxury Coupé, das von der zum Ford-Konzern gehörenden Mercury Division angeboten wurde. Es beruhte technisch auf Fords Mittelklasse-Modellen, wies aber ein abgewandeltes Design und eine höherwertige Ausstattung auf. Der Cougar XR-7 war eine Luxusversion des Mittelklassemodells Cougar und stellte zugleich das Mercury-Pendant zum weitgehend baugleichen Ford Thunderbird dar.

## Hintergrund

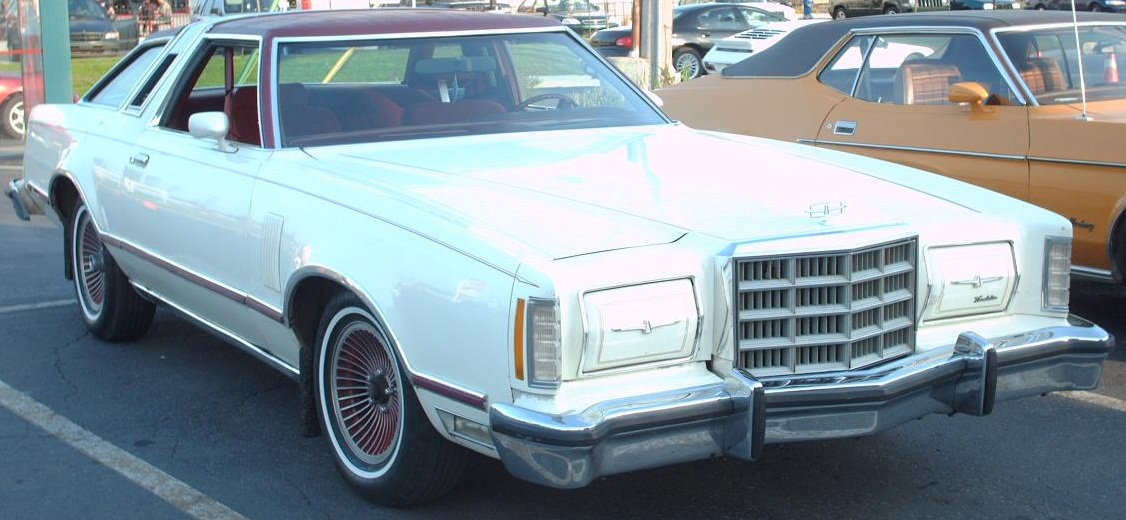
Technisch verwandt: Ford Thunderbird („Torino Birds“)

Der Mercury Cougar war ein 1967 eingeführtes Modell, das bis 1973 als Mercury-Version des Ford Mustang anzusehen war. In dieser Zeit war der Begriff XR-7 ein Namenszusatz, der eine von mehreren Ausstattungsversionen des Cougar bezeichnete. Mit der Einführung des kompakten Mustang II trennte sich der Cougar von der Entwicklung des Mustang; ab 1974 wurde das Auto in einem höheren Marktsegment als Personal Luxury Cars positioniert. Es erhielt die einheitliche Modellbezeichnung Cougar XR-7; Cougars ohne den Zusatz XR-7 gab es von 1974 bis 1976 nicht. Fords Pendant zu dem Cougar XR-7 war der Ford Elite, der ein Luxuscoupé unterhalb des großen Thunderbird darstellte. Eine Mercury-Version des Thunderbird gab es zu dieser Zeit nicht.
Mit dem zum Modelljahr 1977 durchgeführten Downsizing des Ford Thunderbird wurde eine Neustrukturierung der Modellpaletten Fords und Mercurys erforderlich.
Angesichts der Auswirkungen der Ölkrise erwies sich der Thunderbird der sechsten Generation, die sogenannten „Big Birds“, als unökonomisch; der Absatz der großen und schweren Autos brach Mitte der 1970er-Jahre spürbar ein. Ford erkannte die Notwendigkeit, die nächste Generation des Thunderbird zu verkleinern, und entschied sich dafür, den Thunderbird künftig vom Mittelklassemodell Ford LTD II abzuleiten. Der Thunderbird wurde damit zu einer stilistisch abgewandelten und deutlich besser ausgestatteten Version des LTD II-Coupés. Der Thunderbird der siebten Generation schrumpfte daraufhin auf die Dimensionen des bisherigen Elite und des Mercury Cougar XR-7 in der von 1974 bis 1976 produzierten Form.
Mercury ersetzte den Cougar XR-7 zum Modelljahr 1977 seinerseits durch einen Nachfolger mit Mittelklassetechnik, der damit auf die gleiche Technik zurückgriff wie der Ford Thunderbird.

## Modellgeschichte
Der Cougar XR-7 der Modelljahre 1977 bis 1979 basierte auf dem Fahrgestell des Ford LTD II, des zweitgrößten Modells im Ford-Programm, das als Limousine, Coupé und Kombi angeboten wurde. Mercury entwickelte eine eigene Version des LTD II, die die Modellbezeichnung Mercury Cougar erhielt. Die regulären Cougars trugen nicht den Namenszusatz XR-7; er blieb einer besonders hochwertig ausgestatteten und stilistisch abgewandelten Version des Cougar Two Door vorbehalten.

### Technik
In technischer Hinsicht war der Cougar XR-7 mit dem Ford Thunderbird und mit den zweitürigen Versionen des Cougar und des Ford LTD II identisch. Sie alle verwendeten einen separaten Kastenrahmen, der bereits 1972 für den Ford Torino und seinen Zwilling Mercury Montego entwickelt worden war und für die 1977er Modelle weitgehend unverändert übernommen wurde. Die Vorderräder waren einzeln aufgehängt; hinten hatten alle Varianten eine Starrachse mit Blattfedern. Ford stellte die Verwendung eines Kastenrahmens in der Werbung als bestes Mittel dar, um Straßeneinflüsse herauszufiltern und den Fahrkomfort für die Passagiere zu erhöhen, Kritiker wiesen dagegen darauf hin, dass ein Fahrzeug mit separatem Fahrgestell vor allem kostengünstiger zu konstruieren und einfacher zu modifizieren sei. Eine Besonderheit des Cougar XR-7, mit der er sich selbst vom Thunderbird unterschied, war die serienmäßige Ausrüstung mit vier Scheibenbremsen.
Der Cougar XR-7 wurde von Achtzylindermotoren mit 4,9 und 5,8 Litern Hubraum angetrieben; 1977 und 1978 war zudem ein 6,6 Liter großer Achtzylinder erhältlich.

### Karosserie

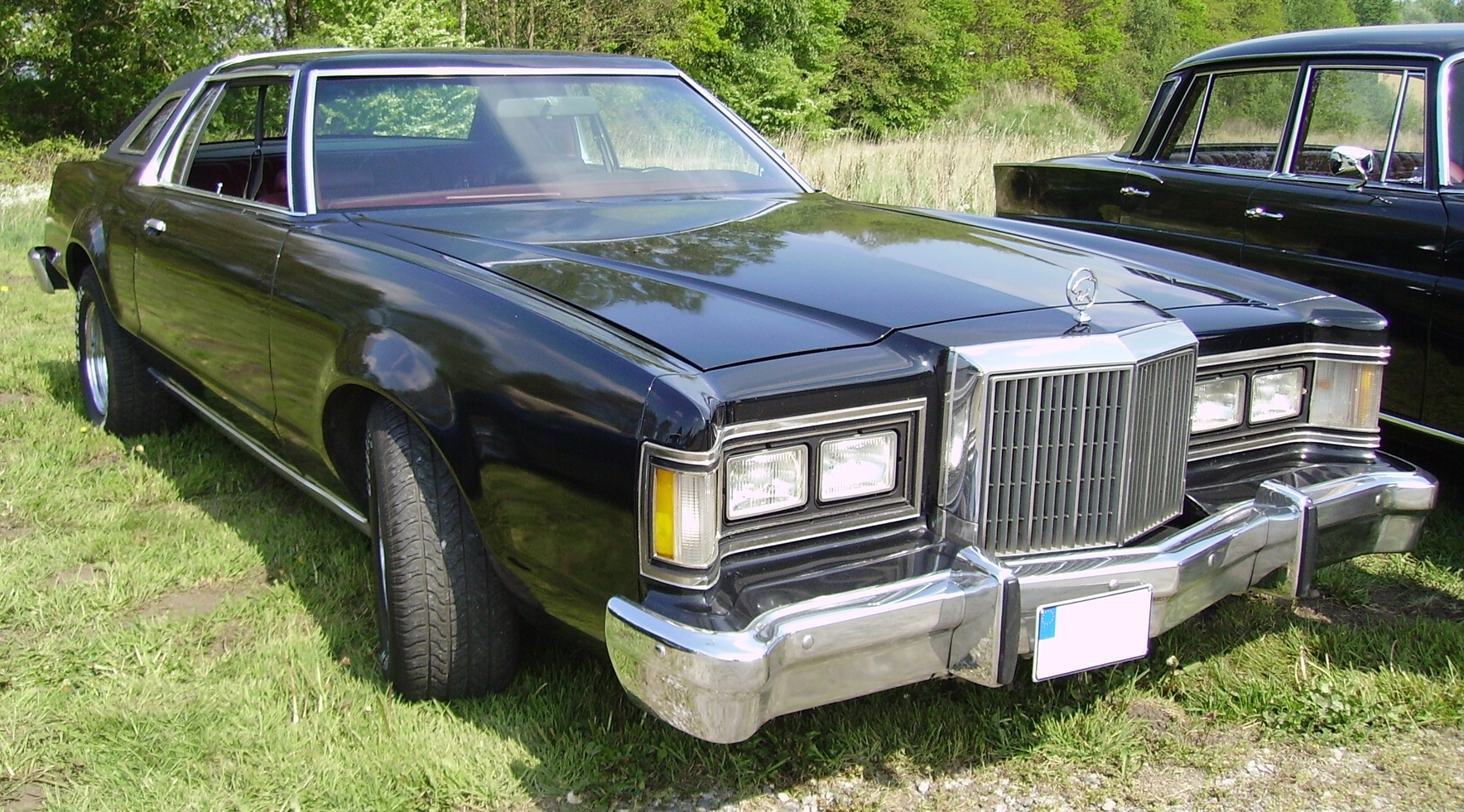
Frontpartie mit klassischem Kühlergrill: Mercury Cougar XR-7

Stilistisch orientierte sich der Cougar XR-7 an dem Cougar Two Door Saloon. Die Frontpartie, die Flanken und das Dach waren bei beiden Modellen identisch. Beide Fahrzeuge trugen einen senkrecht stehenden, verchromten Kühlergrill, der in seiner Form und seinen Dimensionen an einen Bentley-Grill erinnerte. Er wurde eingerahmt von je einem Paar horizontal angeordneter, rechteckiger Scheinwerfer.
Stilistische Unterschiede zwischen dem Cougar Two Door Saloon und dem Cougar XR-7 gab es vor allem im Bereich der Heckpartie: Während der Cougar Two Door Saloon schmale horizontale Heckleuchten hatte, die denen des Ford LTD II entsprachen, waren die hinteren Leuchten des Cougar XR-7 vertikal angeordnet. Ein besonderes Merkmal des Cougar XR-7 war sodann der Kofferraumdeckel, der in der Werbung als Continental Type Trunk Lid bezeichnet wurde: Er enthielt eine eckige Ausbuchtung, deren Gestaltung an den Continental Mark IV und dessen Nachfolger Mark V erinnern sollte. Bei den teuren Luxuscoupés der Lincoln Mark Series war es üblich, den Kofferraumdeckel so zu gestalten, dass der Eindruck entsteht, als decke er ein stehend befestigtes Reserverad ab.
Das Dach über dem hinteren Teil der Fahrgastzelle war mit Vinyl bezogen, das entweder farblich zur Karosserie passte oder in deutlichem Farbkontrast gehalten war.
Eine besondere Ausstattungsvariante des Modelljahrs 1979 war das Midnight Chamois-Paket. Das Fahrzeug war schwarz lackiert und hatte ein mit crèmefarbenem Vinyl bezogenes Hardtop. Auch die stilisierte Reserveradabdeckung im Kofferraumdeckel war mit Vinyl in gleicher Färbung bezogen. Vorbild für diese Gestaltung war die Diamond Jubilee Edition des weit teureren Continental Mark V.

## Preise
Der Cougar XR-7 kostete 1977 mit Serienausstattung 5.274 US-$, 1978 5.720 US-$ und 1979 6.430 US-$. Er lag damit zwischen 500 US-$ (1977) und 900 US-$ (1979) über dem regulären Cougar Two Door Saloon und war jeweils die teuerste Version der Cougar-Familie.
In allen drei Jahren war der Cougar XR-7 rund 100 US-$ teurer als die Basisversion des Ford Thunderbird. Der Preis des Thunderbird konnte allerdings jeweils durch exklusive Ausstattungspakete wie die Town Landau, Diamond Jubilee oder Heritage in den Jahren 1978 und 1979 nahezu verdoppelt werden.

## Produktion
Innerhalb der Cougar-Familie der Modelljahre 1977 bis 1979 war der Cougar XR-7 mit deutlichem Abstand die erfolgreichste Variante. In drei Jahren entstanden 455.023 Exemplare des XR-7. Ihnen stehen 115.222 Limousinen, Coupés und Kombis der regulären Cougar-Baureihe gegenüber. Die Produktion des Cougar XR-7 blieb allerdings weit hinter der des Ford Thunderbird im gleichen Zeitraum zurück.
| Produktionszahlen Mercury Cougar XR-7 und Parallelmodelle im Vergleich |                     |                         |                                |                      |                  |
| Modelljahr                                                             | Mercury Cougar XR-7 | Mercury Cougar Two Door | Mercury Cougar Four Door Sedan | Mercury Cougar Wagon | Ford Thunderbird |
| 1977                                                                   | 124.799             | 14.302                  | 32.202                         | 13.520               | 318.140          |
| 1978                                                                   | 166.508             | 21.398                  | 25.364                         | -                    | 352.751          |
| 1979                                                                   | 163.716             | 2.831                   | 5.605                          | -                    | 284.141          |
| Gesamt                                                                 | 455.023             | 38.531                  | 63.171                         | 13.520               | 954.032          |

## Technische Daten
| Technische Daten Mercury Cougar XR-7 |                                                 |                                                 |                                                 |
|                                      | 5,0 Liter V8                                    | 5,8 Liter V8                                    | 6,6 Liter V8                                    |
| Bauzeit                              | 1977 – 1979                                     | 1977 – 1979                                     | 1977 – 1978                                     |
| Motor:                               | Achtzylinder V-Motor                            | Achtzylinder V-Motor                            | Achtzylinder V-Motor                            |
| Hubraum:                             | 4.942 cm³                                       | 5.766 cm³                                       | 6.590 cm³                                       |
| Bohrung × Hub:                       | 101,62 × 76,2 mm                                | 101,62 × 88,9 mm                                | 101,6 × 101,6 mm                                |
| Leistung bei 1/min:                  | 134 PS bei 3.400                                | 152 bei 3.600                                   | 166 bei 3.800                                   |
| Verdichtung:                         | 8,4:1                                           | 8,4:1                                           | 8,4:1                                           |
| Gemischaufbereitung:                 | Doppelvergaser Ford                             | Doppelvergaser Ford                             | Doppelvergaser Ford                             |
| Ventilsteuerung:                     | hängende Ventile seitliche Nockenwelle          | hängende Ventile seitliche Nockenwelle          | hängende Ventile seitliche Nockenwelle          |
| Kühlung:                             | Wasserkühlung                                   | Wasserkühlung                                   | Wasserkühlung                                   |
| Getriebe:                            | Automatisches Dreiganggetriebe                  | Automatisches Dreiganggetriebe                  | Automatisches Dreiganggetriebe                  |
| Radaufhängung vorn:                  | Querlenker Schraubenfedern                      | Querlenker Schraubenfedern                      | Querlenker Schraubenfedern                      |
| Radaufhängung hinten:                | Starrachse Blattfedern                          | Starrachse Blattfedern                          | Starrachse Blattfedern                          |
| Bremsen:                             | vorne Scheibenbremsen und hinten Trommelbremsen | vorne Scheibenbremsen und hinten Trommelbremsen | vorne Scheibenbremsen und hinten Trommelbremsen |
| Karosserie:                          | Kastenrahmen Stahlaufbau                        | Kastenrahmen Stahlaufbau                        | Kastenrahmen Stahlaufbau                        |
| Radstand:                            | 2896 mm                                         | 2896 mm                                         | 2896 mm                                         |
| Abmessungen (Länge × Breite × Höhe): | 5474 × 1920 × 1336 mm                           | 5474 × 1920 × 1336 mm                           | 5474 × 1920 × 1336 mm                           |
| Leergewicht:                         | 1803 kg                                         | 1868 kg                                         | 1897 kg                                         |
| Höchstgeschwindigkeit:               | 160 km/h                                        | 165 km/h                                        | 170 km/h                                        |
| Verbrauch auf 100 km:                | 18,0 Liter                                      | 18,8 Liter                                      | 21,6 Liter                                      |